# Campeonato de Gales de Rugby 2018-19
El Campeonato de Rugby de Gales (Principality Premiership) de 2018-19 fue la vigésimo novena edición del principal torneo de rugby de Gales.

## Sistema de disputa
El torneo se disputó en formato de todos contra todos en la que cada equipo enfrentó en condición de local y visitante a cada uno de sus rivales.
El equipo que al finalizar el torneo obtuviera mayor cantidad de puntos, se coronó como campeón del torneo, mientras que los últimos cuatro equipos desciende directamente a la División 2.

## Clasificación
| Pos. | Equipo               | Encuentros | Encuentros | Encuentros | Encuentros | Tantos | Tantos | Tantos | Puntos Bonus | Puntos |
| Pos. | Equipo               | PJ         | PG         | PE         | PP         | F      | C      | Dif    | Puntos Bonus | Puntos |
| ---- | -------------------- | ---------- | ---------- | ---------- | ---------- | ------ | ------ | ------ | ------------ | ------ |
| 1    | Merthyr              | 30         | 23         | 0          | 7          | 885    | 591    | 294    | 25           | 117    |
| 2    | Cardiff              | 30         | 22         | 1          | 7          | 991    | 660    | 331    | 21           | 111    |
| 3    | Pontypridd           | 30         | 22         | 0          | 8          | 1015   | 580    | 435    | 22           | 110    |
| 4    | Llandovery RFC       | 30         | 21         | 1          | 8          | 854    | 551    | 303    | 18           | 104    |
| 5    | Ebbw Vale            | 30         | 20         | 1          | 9          | 762    | 594    | 168    | 13           | 95     |
| 6    | Aberavon RFC         | 30         | 18         | 2          | 10         | 698    | 603    | 95     | 14           | 90     |
| 7    | Newport              | 30         | 17         | 2          | 11         | 757    | 700    | 57     | 16           | 88     |
| 8    | RGC 1404             | 30         | 14         | 1          | 15         | 859    | 650    | 209    | 27           | 85     |
| 9    | Swansea              | 30         | 16         | 0          | 14         | 674    | 594    | 80     | 17           | 81     |
| 10   | Carmarthen Quins RFC | 30         | 13         | 1          | 16         | 637    | 584    | 53     | 17           | 71     |
| 11   | Bridgend             | 30         | 12         | 0          | 18         | 689    | 714    | -25    | 18           | 66     |
| 12   | Llanelli             | 30         | 12         | 1          | 17         | 679    | 723    | -46    | 13           | 63     |
| 13   | Bedwas RFC           | 30         | 12         | 1          | 17         | 681    | 835    | -154   | 12           | 62     |
| 14   | Cross Keys RFC       | 30         | 5          | 1          | 24         | 586    | 1093   | -507   | 14           | 36     |
| 15   | Bargoed RFC          | 30         | 6          | 0          | 24         | 576    | 1003   | -427   | 11           | 35     |
| 16   | Neath                | 30         | 1          | 0          | 29         | 406    | 1274   | -866   | 5            | 3      |

|  | Campeón.                    |
|  | Descendido a la División 2. |

| Bandera de Gales |
| Campeón Merthyr  |
| Tercer título    |